# Саджах
Саджа́х бинт аль-Ха́рис (араб. سجاح بنت الحارث‎) — согласно исламскому преданию — лжепророчица, в VII веке побуждавшая часть принявших ислам арабов отпасть от новой религии.

## Биография
Саджах выросла среди таглибитов, а потому она была хорошо знакома с христианством. Во времена пророка Мухаммада Саджах вещала в трансах от имени бога, которого она называла «господином облаков». Она произносила «откровения» со специального возвышения (минбар) и имела муэдзина, который кричал: «Я свидетельствую, поистине, Саджах — пророчица Аллаха». Её «откровения» имели форму рифмованной прозы. Саджах вместе с группой приверженцев переселилась на территорию своего родного племени бану Тамим из Ирака. В 633 году Саджах во главе своей армии вторглась в Ямаму, где в то время действовал другой лжепророк Мусайлима. После похода в Ямаму Саджах вернулась в Ирак, где позднее раскаялась и приняла ислам.

## Политическая деятельность
Она сумела стать политическим вождём и повести своё племя в военные набеги. После нескольких неудач в 633 году бану Тамим вторглись в Ямаму, племя которого в то время участвовало в войне ридда. Главе племени бану Ханифа Мусайлиме, который боролся с наступлением мусульман, пришлось откупиться от тамимитов половиной двух урожаев Ямамы. Согласно исламскому преданию Саджах и Мусайлима поженились, но жили вместе только три дня.
Помимо Мусайлимы Саджах заключала союз с Тулайхой ибн Хувайлидом и Маликом ибн Нуйвара. После того, как мусульмане нанесли поражение Тулайхе, Саджах сбежала, оставив и Малика ибн Нувайру.

## Киновоплощения
В сериале Умар (2012 г.) роль Саджах исполнила Надира Имран.